# اوز مینرالز
اوز مینرالز (انگلیسی: OZ Minerals) شرکت معدن استرالیایی است، که در سال ۲۰۰۸ تأسیس شد.